# Secutor (rodzaj)
Secutor – rodzaj ryb z rodziny mydliczkowatych.

## Zasięg występowania
Ocean Indyjski i zachodnie rejony Oceanu Spokojnego.

## Klasyfikacja
Gatunki zaliczane do tego rodzaju:
- Secutor hanedai
- Secutor indicius
- Secutor insidiator - mydliczek sekutor[potrzebny przypis]
- Secutor interruptus
- Secutor mazavasaoka
- Secutor megalolepis
- Secutor ruconius